# Сен-Дидье-д’Осья
Сен-Дидье́-д’Осья́ (фр. Saint-Didier-d'Aussiat) — коммуна во Франции, находится в регионе Рона — Альпы. Департамент — Эн. Входит в состав кантона Монревель-ан-Брес. Округ коммуны — Бурк-ан-Брес.
Код INSEE коммуны — 01346.

## География
Коммуна расположена приблизительно в 350 км к юго-востоку от Парижа, в 65 км севернее Лиона, в 18 км к северо-западу от Бурк-ан-Бреса.
На юге коммуны протекает река Мантон.

## Климат
Климат полуконтинентальный с холодной зимой и тёплым летом. Дожди бывают нечасто, в основном летом.

## Население
Население коммуны на 2010 год составляло 863 человека.
| 1962 | 1968 | 1975 | 1982 | 1990 | 1999 | 2010 |
| ---- | ---- | ---- | ---- | ---- | ---- | ---- |
| 667  | 608  | 582  | 565  | 594  | 667  | 863  |

## Администрация
| Период | Период | Фамилия        | Партия        | Примечания |
| ------ | ------ | -------------- | ------------- | ---------- |
| 1977   | 1995   | Мишель Гуайар  | Разные правые |            |
| 1995   | 2014   | Ноэль Беннонье | Разные правые |            |
| 2014   | 2020   | Катрин Пикар   |               |            |

## Экономика
В 2010 году среди 520 человек трудоспособного возраста (15—64 лет) 417 были экономически активными, 103 — неактивными (показатель активности — 80,2 %, в 1999 году было 74,1 %). Из 417 активных жителей работали 391 человек (210 мужчин и 181 женщина), безработных было 26 (7 мужчин и 19 женщин). Среди 103 неактивных 39 человек были учениками или студентами, 48 — пенсионерами, 16 были неактивными по другим причинам.

## Достопримечательности
- Ферма Косья. Исторический памятник с 1925 года.[4]

## Фотогалерея

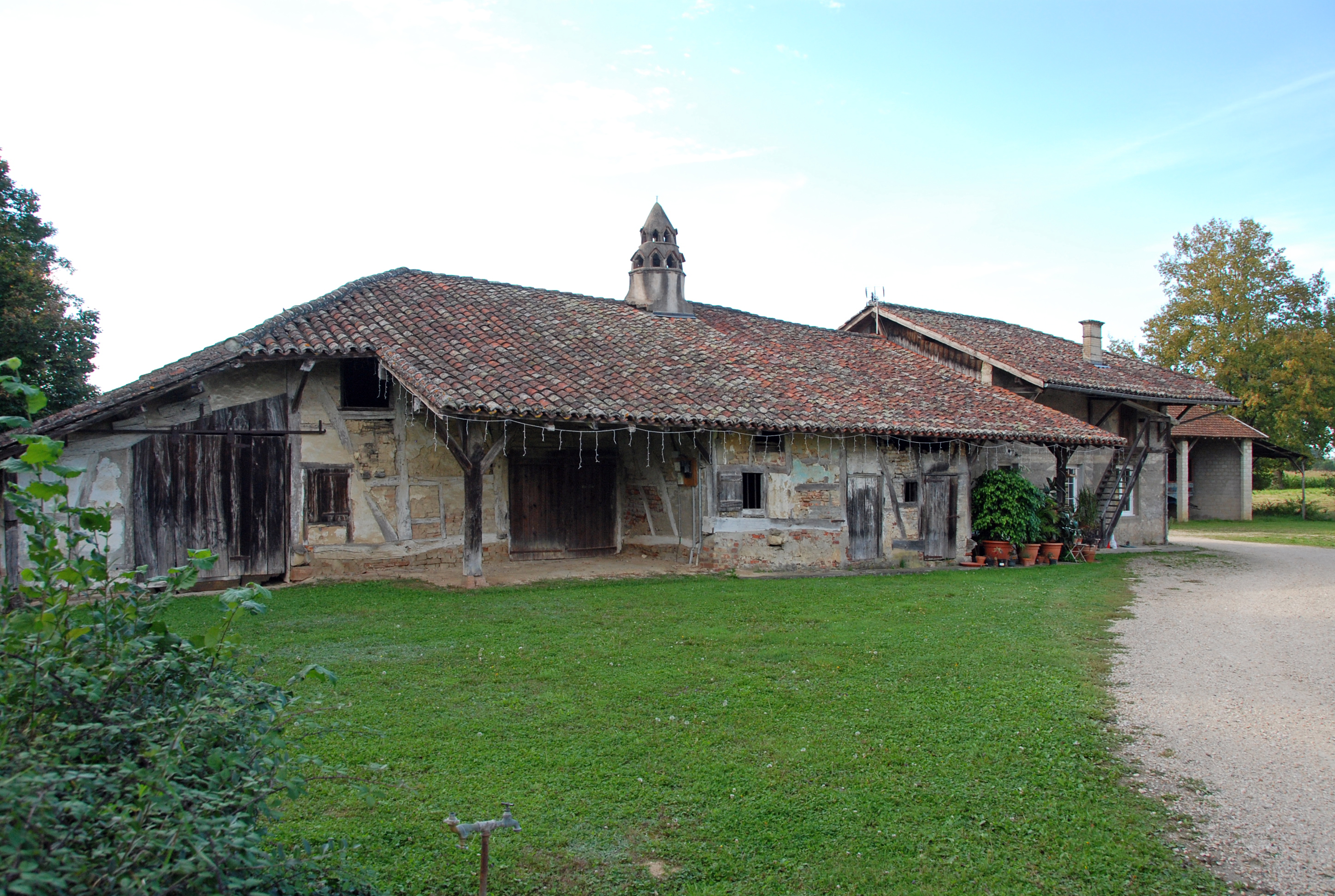
Ферма Косья
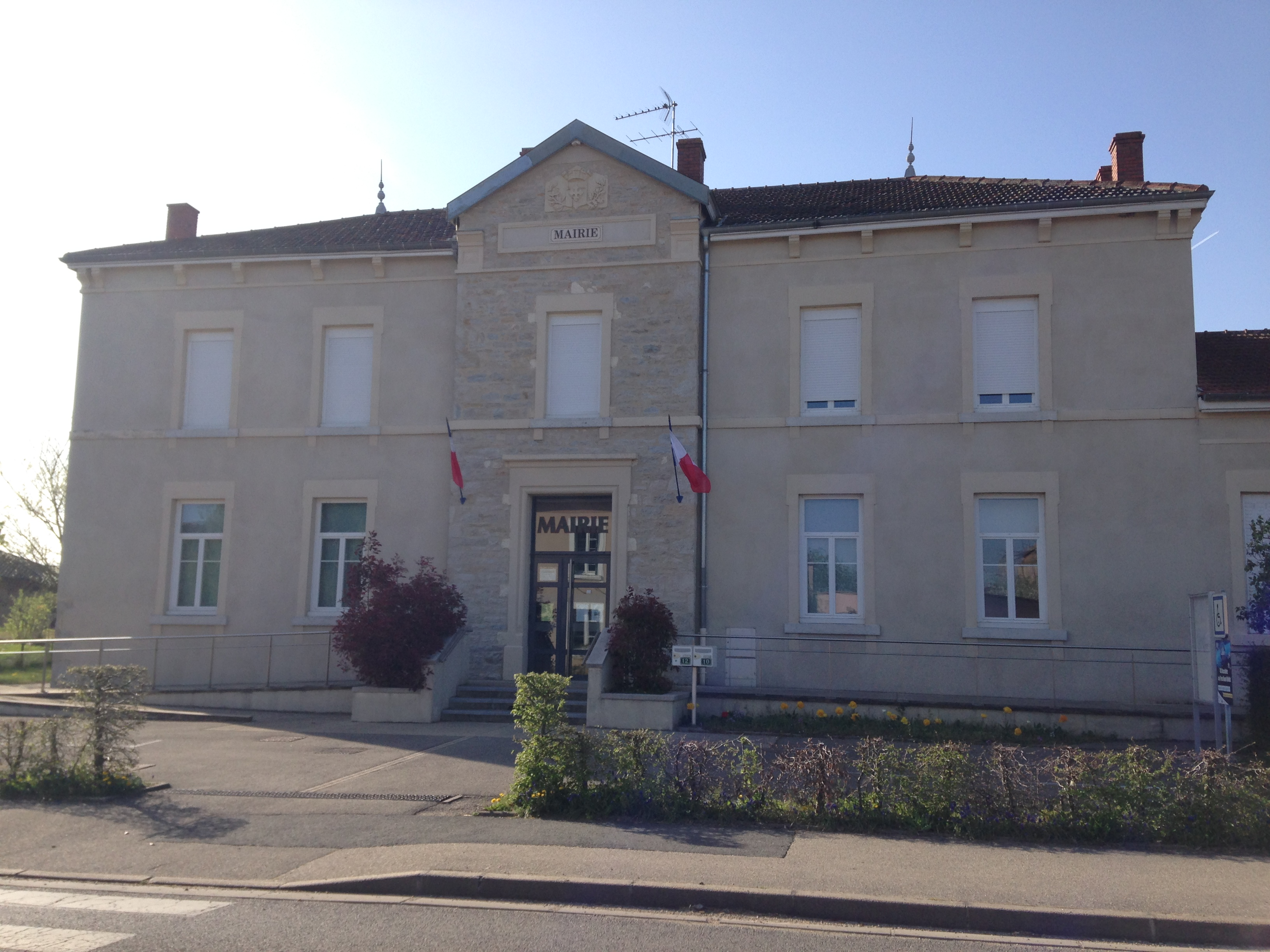
Мэрия
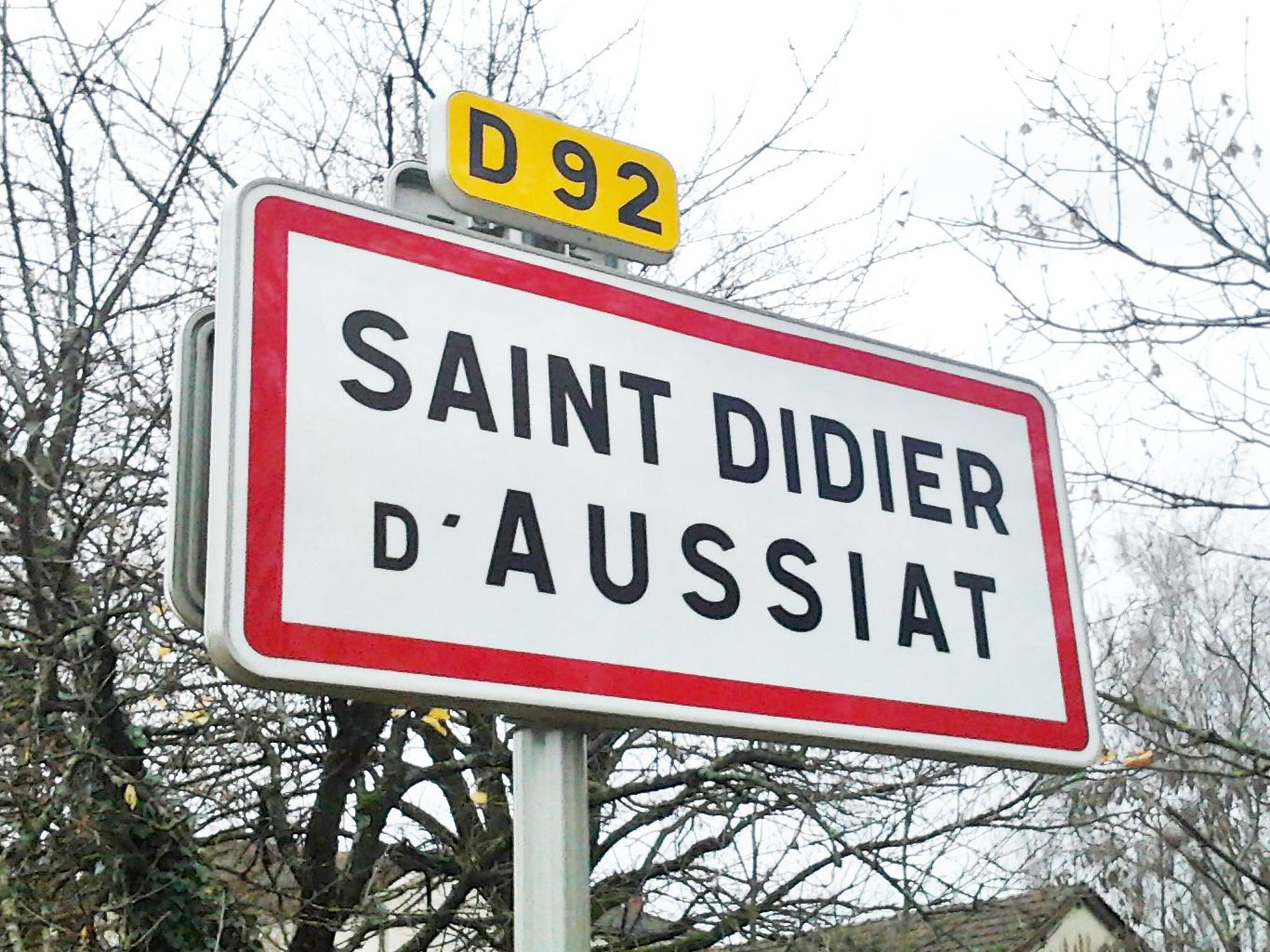
Знак на въезде в Сен-Дидье-д’Осья
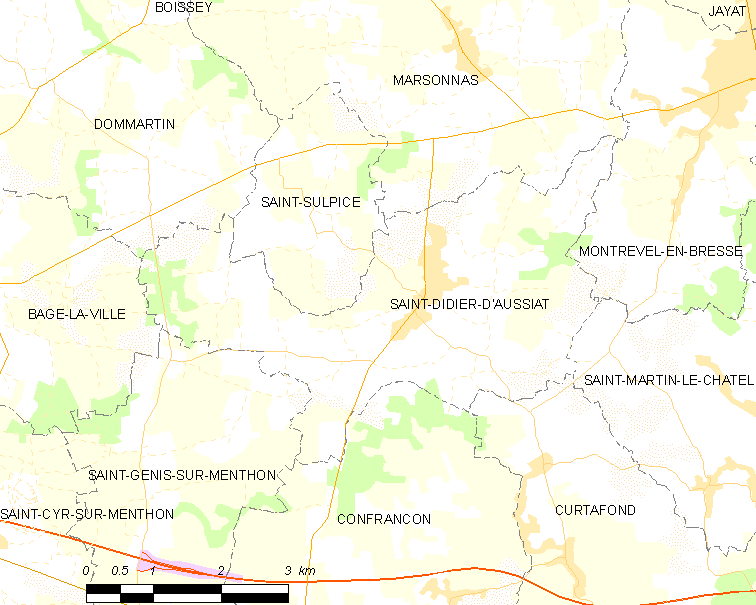
Карта коммуны